# Ужвентіс
Ужвентіс (лит. Užventis) — місто в муніципалітеті Кельменського району Шяуляйського повіту Литви. Знаходиться за 25 км на північному заході від Кельме. Через місто протікає річка Вента.

## Історія
Перші згадки про Ужвентіс починаються з XIV століття. Він стояв на землях, належавших Великому князю Литовському, на правому берегу Вянти. Під 1527 роком Ужвентіс згадується як парафія. У 1655–1660 роках і в 1701 піддавався атакам шведів. В 1667 згадується як адміністративний центр. З 1703 року Ужвентіс отримав право проводити ярмарки. З 1746 року отримав статус міста.
У 1923 році в селі проживало 173 євреїв, що становило 22% всього населення. Відразу після німецького вторгнення і визволення від російський окупаційних військ в Ужвентісі сформувався литовський загін, який прагнув відновлення державності. Але німецьке командування намагалося використовувати військових у власних цілях і, зрештою, почало репресії проти литовських офіцерів та добровольців, плануючи включити територію Литви у пряму підпорядкування Берліну. Також у місті потерпала юдейська громада, яка не складала помітної меншини. Пізніше неперевірена публіцистика лівого спрямування сформувала цілий комплекс віктимних легенд про цю частину населення міста, часто вдаючись до наклепів на литовський визвольний рух, що стимулювалися і спецслужбами комуністичного СССР. 
В 1956 році знову отримав права міста. У 2000 році було схвалено герб міста.
1. 1 2  Visuotinė lietuvių enciklopedija